# Ducat d'Enghien
La senyoria i després ducat de Montmorency va agafar el nom de ducat d'Enghien el 1689.

## Història

### La senyoria de Montmorency
La senyoria de Montmorency, a l'Illa de Fraça, apareix al segle X centrada en el castell de Montmorency, al sud de París, i prop de Monthléry, en direcció a Orleans. La seva importància derivava del control de les rutes que portaven a París el que va causar que els reis de França volguessin estendre el domini reial en aquest territori. Així el 997 el rei Robert II de França va donar la senyoria del castell a Bucard el Barbut, un senyor instal·lat d'origen a l'illa Saint-Denis; la senyoria tenia uns elevats ingressos pels drets de peatge que exigia als vaixells que navegaven pel Sena així com d'algunes incursions a terres de l'abadia de Saint-Denis. La senyoria fou elevada a ducat pairia el 1551.

### La senyoria d'Enghien
La senyoria d'Enghien va sorgir al segle xi, fundada per Engelbert d'Enghien, i fou la primera baronia del comtat d'Hainaut. La fortalesa i vila fou plaça militar dels senyors d'Enghien a l'inici del segle xiii i després fou una residència dels Luxembourg. El 1487 Maria de Luxembourg (1462-1546), única hereva de Pere II de Luxemburg, comte de Saint Pol i membre d'una de les branques de la casa de Luxemburg, es va casar amb Francescc de Borbó-Vendôme, rebesavi d'Enric IV. Maria de Luxemburg li va aportar en dot entre d'altres, les senyories de Condé (al país de Brie) i d'Enghien. Maria va morir el 1546. El net de Maria, Lluís I de Borbó-Condé va donar el nom d'Enghien a la seva senyoria de Nogent-le-Rotrou (rebatajada oficialment «Enghien-le-Français») que fou erigida en ducat pairia el 1566 però va morir el 1569 abans de registrat la carta patent i, per tant, el títol s'hauria d'haver extingit però el seu fill Enric I de Borbó-Condé, i després el net Enric II de Borbó-Condé, van continuar portant-lo conjuntament amb el de príncep de Condé i els altres títols. El 1621 Enric II va donar al seu fill nadó Lluís (el futur Lluís II de Borbó-Condé, el Gran Condé), el títol de duc d'Enghien i així es va obrir el costum de nomenar «duc d'Enghien» al fill primogènit del príncep de Condé.

### El ducat de Montmorency esdevingut Enghien
Més tard Enric II va esdevenir duc de Montmorency el 1633 per rehabilitació del títol abolit a l'execució el 1632 del seu cunyat Enric II de Montmorency, darrer duc de Montmorency. El setembre de 1689, per donar definitivament al títol de duc d'Enghien une legitimitat que fins aleshores es podia contestar, el net d'Enric II i fill del Gran Condé, Enric Juli de Borbó-Condé, va fer rebatejar el ducat de Montmorency com a ducat d'Enghien (i la població Enghien-les-Bains), en profit del seu propi fill Lluís III de Bourbon-Condé (1668-1710). El títol de duc d'Enghien continuà doncs portat pel fill primogènit del príncep de Condé, però si el fill primogènit tenia al seu torn un fill el primogènit del príncep conservava el títol de duc de Borbó.

### El ducat de Beafort esdevingut Momorency
Poc després el ducat de Beaufort revenut per Lluís Josep de Vendôme a Carles I Frederic de Montmorency-Luxembourg, fou rebatejat ducat de Montmorency (vegeu ducat de Beaufort).

### Brancas dels Montmorency
La casa de Montmorency es va ramificar en diverses branques de les quals les tres principals foren les de Montmorency, Montmorency-Laval, Montmorency-Luxembourg, però cap va sobreviure gaire a la revolució per manca de descendents masculins; la casa de Montmorency es va extingir el 1878 amb Anne Eduard Lluís Josep de Montmorency-Beaumont-Luxemburg, príncep de Luxemburg, duc de Beaumont, par de França i príncep de Tingry.

## Llista de senyors
- ? - vers 1013 : Bucard II el Barbut, fill de Bucard I (senyor a la regió de Saint-Denis)
- vers 1013 - vers 1047 : Bucard III
- vers 1047 - 1090 : Tibald
- 1090 - 1094: Hervé
- 1094 - 2 de gener de 1131: Bucard
- 1131-1160: Mateu I, conestable de França
- 1160-1189: Bucard V
- 1189-24 de novembre de 1230: Mateu II, grand conestable de França
- 1230-1 de febrer de 1243: Bucard VI
- 1243-1270: Mateu III
- 1270-1304: Mateu IV
- 1304-vers 1310: Mateu V
- 1310-1325: Joan I
- 1325-1381: Carles I
- 1381-1414: Jaume
- 1414-1477: Joan II
- 1477-1510: Joan III
- 1510-1526: Felip
- 1526-1530: Josep
- 1530-1551: Anne, mariscal i conestable de França, creat duc de Montmorency i par de França.

## Ducs de Montmorency (1551-1689)
- 1551–1567 : Anne, primer duc de Montmorency
- 1567-1579 : Francesc, segon duc de Montmorency
- 1579-1614 : Enric I de Montmorency, tercer duc de Montmorency.
- 1614-1632 : Enric II de Montmorency, quart duc de Montmorency, decapitat per orde del rei Lluís XIII de França.
- 1633-1650 : Carlota Margarita de Montmorency, senyora de Montmorency, germana del quart duc i esposa d'Enric II de Borbó-Condé príncep de Condé, primer duc (segona creació) de Montmorency
- 1650-1686 : Lluís II de Borbó-Condé, príncep de Condé, el Gran Condé, segon duc de Montmorency
- 1686-1689 : Enric III de Borbó, príncep de Condé, tercer duc de Montmorency. El 1689 va obtenir el canvi de nom del ducat de Montmorency a ducat d'Enghien per legitimar el títol de duc d'Enghien portat tradicionalment des de 1566 pel fill gran del príncep de Condé.

## Ducs d'Enghien (1689-1804)

Escut dels ducs d'Enghien, fills primogènits dels prínceps de Condé

- 1536-1546: Francesc de Borbó-Condé (1519-1546), comte d'Enghien
- 1546-1569: Lluís I de Bourbon-Condé (1530-1569), comte i després primer duc d'Enghien, germà;
- 1569-1588: Enric I de Borbó-Condé (1552-1588), segon duc d'Enghien, fill;
- 1588-1621: Enric II de Borbó-Condé (1588-1646), tercer duc d'Enghien, fill;
- 1621-1646: Lluís II de Borbó-Condé (1621-1686), anomenat «el Gran Condé», quart duc d'Enghien, fill;
- 1646-1686: Enric Juli de Borbó-Condé (1643-1709), cinquè duc d'Enghien, fill;
- 1689-1709: Lluís III de Borbó-Condé (1668-1710), sisè duc d'Enghien, fill;
- 1709-1710: Lluís IV Enric de Borbó-Condé (1692-1740), setè duc d'Enghien, fill;
- 1736-1740: Lluís V Josep de Borbó-Condé (1736-1818), vuitè duc d'Enghien, fill
- 1756-1772: Lluís VI Enric de Borbó-Condé (1756-1830), nouè duc d'Enghien, fill;
- 1772-1804: Lluís Antoni de Borbó-Condé (1772-1804), desè i darrer duc d'Enghien, fill.

El títol fou abolit el 1830 i el 1832 la comuna d'Enghien (a Val-d'Oise) va recuperar el seu nom de Montmorency. Una part de la comuna es va segregar el 1850 per formar Enghien-les-Bains

## Genealogia dels primers senyors
```
Bouchard de 
Bray
, († 
987
) 
x Hildegarda de Blois, fillae de 
Tibald el Trampós
 († 
975
), 
comte de Blois
, 
de Chartres
, de 
Châteaudun
 i
│ i de 
Tours

├─>Alberic, senyor de Villiers
│
└─>
Bucard II el Barbut
 († 
1020
), senyor de 
Montmorency
, d'
Écouen
, de 
Marly
, de Feuillarde
i de Château-Basset
x Idelinda, vídua d'Hug de Château-Basset
│
├─>
Alberic
 († vers 
1060
), 
conestable de França

│
├─>Fucald, senyor de Banterlu
│
├─>Gelduí
│
└─>
Bucard III de Montmorency
 († 
1047
), senyor de Montmorency i de Marly
x Helvida de Basset
│
├─>
Tibald de Montmorency
 († vers 
1090
), senyor de Montmorency, conestable de França
│
└─>
Hervé de Montmorency
 († vers 
1094
), senyor de Montmorency i de Marly,
boteller de França
x Agnès d'
Eu
, filla de 
Guillem Busac
 d'Eu
│
├─>Jofré († vers 
1087
)
│
├─>Hervé († vers 
1116
)
│
├─>Alberic († vers 
1110
)
│
└─>
Bucard IV de Montmorency
, (†
1131
/
32
 Jérusalem), seigneur de Montmorency, de Marly,
de Feuillarde, de 
Saint-Brice
, d'
Épinay
 i d'
Hérouville

x1 Agnès de 
Beaumont
, senyora de 
Conflans
, filla del comte Yves IV de Beaumont
│
├─>Tibald, conestable de França, participa a la croada el 
1147

│
├─>Adelaida (Adeline) de Montmorency
│ x Guiu de Guisa (†
1141
)
│
└─>
Mateu I de Montmorency
, (vers 
1100
-
1160
), senyor de Montmorency, d'Écouen, de Marly,
de Conflans i d'
Attichy
, 
conestable de França
 (
1138
-
1160
)
sota 
Lluís VII

x1 Alina o Alix, filla il·legítima del rei 
Enric I d'Anglaterra

x2 
Adela de Savoia
 (o Alix, o Adelaida) (
1100
-
1154
), vídua del rei 
Lluís VI 
el Gras
```

.
```
x2 Agnès de 
Pontoise
, filla de Raül Déliès, senyor de Pontoise
│
├─>Hermer
│
└─>Hervé († v.
1172
), conestable d'
Irlanda

x Isabel de Beaumont, vídua de 

Gilbert de Clare
 (1100–1147), comte de Pembroke 
```